# Diocesi di Butembo-Beni
La diocesi di Butembo-Beni (in latino Dioecesis Butembensis-Benensis) è una sede della Chiesa cattolica nella Repubblica Democratica del Congo suffraganea dell'arcidiocesi di Bukavu. Nel 2022 contava 2.244.150 battezzati su 2.961.910 abitanti. È retta dal vescovo Melchisedec Sikuli Paluku.

## Territorio
La diocesi comprende le città di Butembo e di Beni, i territori di Beni e di Lubero e parte di quello di Walikame nella provincia del Kivu Nord, e parte dei territori di Mambasa e di Irumu nella provincia dell'Ituri, nella Repubblica Democratica del Congo.
Sede vescovile è la città di Butembo, dove si trova la cattedrale di Maria Madre della Chiesa. A Beni sorge l'antica cattedrale di Sant'Agostino.
Il territorio si estende su 45.000 km² ed è suddiviso in 70 parrocchie.

## Storia
La missione sui iuris di Beni fu eretta il 9 aprile 1934 con la bolla Quo latius di papa Pio XI, ricavandone il territorio dal vicariato apostolico di Stanley Falls (oggi arcidiocesi di Kisangani).
Il 9 febbraio 1938 la missione sui iuris fu elevata a vicariato apostolico con la bolla Si christifidelium dello stesso papa Pio XI.
Il 10 novembre 1959 per effetto della bolla Cum parvulum di papa Giovanni XXIII il vicariato apostolico fu ulteriormente elevato a diocesi, assumendo il nome di diocesi di Beni nel Congo.
Il 7 luglio 1960 cambiò nome in favore di diocesi di Beni e il 7 febbraio 1967 ha cambiato nuovamente nome assumendo l'attuale denominazione, per la traslazione della sede episcopale da Beni a Butembo.
Dal 22 aprile 1988 è gemellata con la diocesi di Noto.

## Cronotassi dei vescovi
Si omettono i periodi di sede vacante non superiori ai 2 anni o non storicamente accertati.
- Henri Piérard, A.A. † (1934 - 17 maggio 1966 deceduto)[2]
- Emmanuel Kataliko † (17 maggio 1966 - 3 marzo 1997 nominato arcivescovo di Bukavu)
- Melchisedec Sikuli Paluku, dal 3 aprile 1998

## Statistiche
La diocesi nel 2022 su una popolazione di 2.961.910 persone contava 2.244.150 battezzati, corrispondenti al 75,8% del totale.
| anno | popolazione | popolazione | popolazione | presbiteri | presbiteri | presbiteri | presbiteri                | diaconi | religiosi | religiosi | parrocchie |
| anno | battezzati  | totale      | %           | numero     | secolari   | regolari   | battezzati per presbitero | diaconi | uomini    | donne     | parrocchie |
| ---- | ----------- | ----------- | ----------- | ---------- | ---------- | ---------- | ------------------------- | ------- | --------- | --------- | ---------- |
| 1950 | 113.389     | 400.000     | 28,3        | 49         | 2          | 47         | 2.314                     |         |           | 29        | 11         |
| 1958 | 254.323     | 430.000     | 59,1        | 67         | 5          | 62         | 3.795                     |         | 14        | 116       |            |
| 1970 | 440.250     | 810.000     | 54,4        | 61         | 22         | 39         | 7.217                     |         | 101       | 237       | 24         |
| 1980 | 678.352     | 1.032.000   | 65,7        | 53         | 24         | 29         | 12.799                    |         | 76        | 237       | 23         |
| 1990 | 816.847     | 1.245.453   | 65,6        | 97         | 56         | 41         | 8.421                     |         | 130       | 299       | 24         |
| 1996 | 893.525     | 1.363.784   | 65,5        | 151        | 105        | 46         | 5.917                     |         | 149       | 364       | 28         |
| 2000 | 1.090.735   | 1.570.807   | 69,4        | 157        | 112        | 45         | 6.947                     |         | 290       | 366       | 32         |
| 2001 | 1.144.021   | 1.557.385   | 73,5        | 151        | 108        | 43         | 7.576                     |         | 171       | 397       | 32         |
| 2002 | 1.137.210   | 1.722.117   | 66,0        | 151        | 102        | 49         | 7.531                     |         | 183       | 302       | 33         |
| 2003 | 929.417     | 1.403.616   | 66,2        | 154        | 111        | 43         | 6.035                     |         | 256       | 397       | 33         |
| 2004 | 898.653     | 1.392.536   | 64,5        | 205        | 125        | 80         | 4.383                     |         | 275       | 535       | 33         |
| 2006 | 993.000     | 1.463.000   | 67,9        | 199        | 132        | 67         | 4.989                     |         | 228       | 542       | 35         |
| 2012 | 1.173.000   | 1.730.000   | 67,8        | 348        | 176        | 172        | 3.370                     |         | 344       | 455       | 46         |
| 2015 | 1.266.000   | 1.868.000   | 67,8        | 318        | 186        | 132        | 3.981                     |         | 335       | 613       | 48         |
| 2018 | 1.383.470   | 2.040.580   | 67,8        | 331        | 193        | 138        | 4.179                     |         | 431       | 662       | 56         |
| 2020 | 2.179.089   | 2.875.099   | 75,8        | 341        | 203        | 138        | 6.390                     |         | 451       | 624       | 62         |
| 2022 | 2.244.150   | 2.961.910   | 75,8        | 370        | 232        | 138        | 6.065                     |         | 433       | 731       | 70         |